# Loodi
Loodi är en ort i Estland. Den ligger i Paistu kommun och landskapet Viljandimaa, i den södra delen av landet, 140 km söder om huvudstaden Tallinn. Loodi ligger 71 meter över havet och antalet invånare är 153.
Terrängen runt Loodi är platt. Runt Loodi är det glesbefolkat, med 12 invånare per kvadratkilometer. Närmaste större samhälle är Viljandi, 9,1 km norr om Loodi. I omgivningarna runt Loodi växer i huvudsak blandskog.